# قرار مجلس الأمن التابع للأمم المتحدة رقم 1229
قرار مجلس الأمن التابع للأمم المتحدة رقم 1229، المتخذ بالإجماع في 26 شباط / فبراير 1999، بعد إعادة التأكيد على القرار 696 (1991) وجميع القرارات اللاحقة بشأن أنغولا، ولا سيما القرارات 864 (1993) و1127 (1997) و1173 (1998) و1219 (1998) و1221 (1999)، حل المجلس بعثة مراقبي الأمم المتحدة في أنغولا على الرغم من بقاء عنصر حقوق الإنسان فيها.
وشدد مجلس الأمن على أهمية تنفيذ إتفاق السلام وبروتوكول لوساكا وقرارات مجلس الأمن ذات الصلة التي أخفقت يونيتا، بقيادة جوناس سافيمبي، في الامتثال الكامل لالتزاماتها. كان هناك قلق بشأن العواقب على الوضع الإنساني. وأشار أن الأمم المتحدة قد أسهمت في إحلال السلام النسبي في أنغولا خلال السنوات الأربع الماضية، لكنه أعرب عن أسفه لأن الوضع الحالي يحد من قدرة بعثة مراقبي الأمم المتحدة في أنغولا على تنفيذ ولايتها. ومن شأن استمرار وجود الأمم المتحدة أن يساهم في المصالحة الوطنية في البلد.
وأشار القرار إلى أن ولاية بعثة مراقبي الأمم المتحدة في أنغولا انتهت في 26 شباط / فبراير 1999 على الرغم من أن اتفاق وضع القوات ما زال ساري المفعول. وسيظل عنصر حقوق الإنسان في أنغولا خلال فترة تصفية بعثة مراقبي الأمم المتحدة في أنغولا. طُلب من الأمين العام كوفي عنان مناقشة وجود الأمم المتحدة في المستقبل مع الحكومة الأنغولية. وحث جميع الأطراف المعنية على بذل جهود إنسانية.
أخيرًا، أعرب المجلس عن قلقه إزاء عدم إحراز تقدم في التحقيق في إسقاط الطائرتين المستأجرتين للأمم المتحدة وفقدان طائرات تجارية أخرى في ظل ظروف مشبوهة فوق المناطق التي تسيطر عليها يونيتا في البلاد، وكرر التأكيد على أن يونيتا ينبغي أن تتعاون في التحقيقات.

## روابط خارجية
- نص القرار في undocs.org